# Істок (Прибайкальський район)
Істок (рос. Исток) — селище Прибайкальського району, Бурятії Росії. Входить до складу Сільського поселення Грем'ячинського.
Населення — 142 особи (2015 рік).